# Vlkovce
Vlkovce (in ungherese Kiskuncfalva, in tedesco Kunzendorf) è un comune della Slovacchia facente parte del distretto di Kežmarok, nella regione di Prešov.